# Schlacht um Sangshak
Japanische Eroberung 1941/42

Bilin – Sittang – Pegu (Taukkyan) – Rangun – Yunnan-Burma-Straße (u.a. Tachiao – Oktwin – Toungoo – Yenangyaung – Lashio I)
1942/43

Burma-Kampagne 1942–1943

Arakan I – The Hump – Chindits
1944

Schlacht um Nordburma und West-Yunnan 1943–1945

Burma-Kampagne 1944

Arakan II – Ha-gō – Lashio II – Sangshak – Myitkyina – U-gō (Imphal – Kohima – Tennisplatz) – Mogaung – Song shan/Huitong-Brücke – Dan-gō
1944/45

Burma-Kampagne 1944–1945

Bhamo – Arakan III (Kangaw und Höhe 170 – Ramree) – Meiktila/Mandalay – Pakokku – Lashio III – Tanlwe Chaung – Operation Dracula – Sittang
Die Schlacht um Sangshak fand zwischen dem 19. und 26. März 1944 im Rahmen des Burmafeldzugs während des Pazifikkriegs im Zweiten Weltkrieg statt. Die Schlacht wird auch als Auftakt für die Schlacht um Kohima bezeichnet.

## Planung

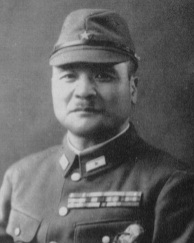
Generalmajor Shigesaburō Miyazaki

Ursprünglich sah die japanische Operation U-gō zur Invasion Indiens einen vernichtenden Angriff auf das indisch-britische IV Korps bei Imphal im indischen Bundesstaat Manipur vor. Damit sollten die die Offensivpläne der Alliierten für das Jahr 1944 durchkreuzt werden.
Der Kommandeur der japanischen 15. Armee, Generalleutnant Mutaguchi Ren’ya, erweiterte daraufhin den Plan, um eine Invasion Indiens selbst und möglicherweise den Sturz der britischen Vorherrschaft dort vorzusehen. Er vertrat die Meinung, wenn die Japaner in Indien stark Fuß fassen könnten, sie damit das britische Empire im Land schwächen und die indischen Nationalisten um die Legion Freies Indien in ihren Entkolonialisierungsbemühungen ermutigen würden. Auch die Nachschublinien der USA zur Nationalrevolutionären Armee von Generalissimus Chiang Kai-shek könnten dadurch stark eingeschränkt werden.
Die Offensive wurde am 7. Januar 1944 vom kaiserlichen Hauptquartier genehmigt, nachdem Generalleutnant Mutaguchi die Stäbe der verschiedensten Ebenen überzeugen konnte.

## Vormarsch der japanischen Streitkräfte
Um die gesetzten Ziele zu erreichen, befahl Mutaguchi der 15. und der 33. Division die britisch-indischen Streitkräfte in der Imphal-Ebene einzukreisen und zu vernichten. Weiterhin sollten unter dem Kommando von Generalleutnant Satō Kōtoku die 3. und 31. Division nach Westen vorstoßen, um die Straße zwischen dem großen Versorgungsdepot und dem Bahnhof in Dimapur, dem wichtigen Eisenbahnknotenpunkt und Logistikstützpunkt im Brahmaputra-Flusstal, zu unterbrechen und so zu verhindern, dass Verstärkungen dem britisch-indischen IV Korps zu Hilfe kommen. Die Straße sollte an der kleinen Bergstation Kohima unterbrochen werden, die am Pass durch die Hügel lag.
Nach dieser erfolgreich verlaufenden Operation plante Mutaguchi weiter nach Indien vorzurücken. Er war davon überzeugt, dass die Inder dann zur Unterstützung der Japaner gegen die Briten aufstehen würden.
In der Nacht vom 15. auf den 16. März überquerte die 15. Division der Kaiserlich Japanischen Armee ungehindert bei Thaungdut den Chindwin. Sie überquerte kurz darauf die Grenze nach Indien in Richtung Ukhrul. Die japanische 31. Division hatte zwischenzeitlich den Chindwin bei Homalin überquert und sich in zwei Gruppen aufgeteilt. Sie rückte auf breiter Front vor und steuerte auf Kohima zu, um die Hauptversorgungsstraße nach Imphal zu unterbrechen.

## Reaktion der Alliierten
Schon kurz nach dem Start der Operation U-gō erfolgte die erste Reaktion der alliierten Streitkräfte. Die Briten wussten natürlich, dass die Japaner auf Kohima zumarschierten, aber sie schätzten die Anzahl und die Geschwindigkeit der Annäherung nicht ganz korrekt ein. Die japanische 31. Division umfasste etwa 15.500 Soldaten, was den Briten nicht bewusst war.
Das britisch-indische XV Korps unter dem Befehl von Generalleutnant Sir Alexander Frank Philip Christison begann am 19. März eine Luftbrücke von Arakan zur Verstärkung des britisch-indischen IV Korps unter Generalleutnant Sir Geoffry Scoones in Imphal einzurichten. Diese firmierte unter dem Decknamen Operation Stamina. Bis zum 12. Mai wurden fünf weitere Brigaden eingeflogen.
Mit der Schlacht um Sangshak im März 1944 begannen die ausgedehnten Operationen um Imphal und Kohima.
Da dem japanischen Geheimdienst verborgen geblieben war, dass Bataillone der Indischen 50. Brigade mit leichter Ausrüstung in der Nähe von Kohima trainierten und patrouillierten, waren sie komplett überrascht, als sie auf diese stießen, während sie einen Ost-West-Infiltrationsangriff über die dschungelbedeckten Naga-Hügel jenseits des Chindwin in Richtung Indien durchführten. Die C-Kompanie des indischen 152. Fallschirmjägerbataillons wurde auf einem Hochplateau in der Nähe von Ukhrul von zwei Bataillonen des japanischen 58. Regiments unter dem Kommando von Major Shimano überrannt. Nur 20 Männer überlebten, aber die Japaner verloren 450 ihrer Männer bei dem Kampf. Noch während die Briten unter Beschuss lagen erging der dringende Befehl sich auf den Schlüsselpunkt des Naga-Dorfes Sangshak zu konzentrieren, das auf einem steilen Hügel zwischen Imphal und dem Chindwin liegt. Ihnen wurde befohlen, den japanischen Angriff um jeden Preis aufzuhalten.

## Die Verteidigung von Sangshak
Am 19. März wurde Oberstleutnant Paul Hopkinson, der Kommandant des 152. Fallschirmjägerbataillons, darüber informiert, dass eine starke japanische Streitmacht nur noch etwa drei Kilometer entfernt sei und sich schnell näherte. Die drei Kompanien des 152. Fallschirmjägerbataillons zogen sich unter Beschuss entlang der 16 Kilometer bergigen Strecke auf die Anhöhe von Sangshak zurück. Hier bereiteten sich die 2.000 Mann der 50. Fallschirmjägerbrigade unter dem Kommando von Oberstleutnant Maxwell Hope-Thomson so gut sie konnten darauf vor, den japanischen Vormarsch auf das IV Korps bei Imphal zu blockieren. Die Fallschirmjägerbrigade war nur leicht ausgerüstet, mit sehr wenig Stacheldraht oder Sandsäcken und nur ein paar Spitzhacken oder Schaufeln, um Waffenschlitze zum Schutz in den felsigen Boden zu graben. Die Verteidigungsposition, 550 Meter breit und 180 bis 275 Meter tief, war taktisch gut gelegen, wurde aber nur von einer Batterie aus 3,7-Zoll-Haubitzen, 2- und 3-Zoll-Mörsern und ihrer indischen Feldartillerietruppe verteidigt. Nur die Fallschirmjägerbrigade stand zwischen den Japanern und der fast unverteidigten Stadt Imphal mit ihrem Hauptquartier und den umliegenden Flugplätzen und Lagerdeponien.
Der 50. Brigade wurde befohlen, den japanischen Angriff um jeden Preis abzuwehren und mit den verbliebenen Granaten und Kugeln bis zum letzten Mann zu kämpfen. Der Optimismus wurde durch die Zusicherungen des Korpshauptquartiers geweckt, dass die Verstärkung irgendwann ihre isolierte Garnison erreichen würde und dass die Besetzung von Sangshak für den gesamten Schlachtplan von entscheidender Bedeutung sei. Die Soldaten gruben sich so schnell wie möglich ein. Ein Teil des 153. Fallschirmjägerbataillons und zwei nepalesische Kompanien trafen am späten 21. März eilig aus Kohima ein.
In der Nacht des 22. März stürmten Japaner des 2. Bataillons des 58. Regiments ohne Artillerieunterstützung die Hänge zu den indisch-britischen Einheiten hinauf. Innerhalb von nur fünfzehn Minuten waren neunzig Infanteriesoldaten der Japaner tot, unter ihnen auch ihr Kommandeur. Ungeachtet der Verluste griffen sie die ganze Nacht über weiter an. Sie machten keinerlei Versuch einen Überraschungsangriff zu starten, sondern benutzten Lichter als Orientierungshilfe und riefen sich gegenseitig zu, während sie Sangshak in Brand steckten und die Flammen der brennenden Gebäude das Schlachtfeld erhellten. Als es hell wurde zogen sich die Japaner in den Dschungel zurück und der Kampf wurde vorübergehend eingestellt.
Am 23. März gab es bei Tageslicht einige Angriffe der Japaner. Britische Scharfschützen, die sich in den Bäumen versteckten, konnten die Japaner immer wieder vertreiben, denen es aber gelungen war etliche britisch-indische Offiziere zu töten. Gegen Mittag begannen die Japaner die Stellung mit herbeigebrachter Artillerie zu beschießen. Sie griffen mit beträchtlicher Stärke an. Bevor sie zurückgeschlagen wurden, kam es zu schweren Nahkämpfen. Es musste Luftunterstützung angefordert werden und eine Staffel Spitfires griff kurz darauf in die Kämpfe ein. Das Ziel im Dschungel war jedoch sehr schwer zu lokalisieren und einige der britischen Stellungen wurden daher ebenfalls beschossen.
Am nächsten Tag kämpfte die umzingelte Brigade gegen eine japanische Streitmacht, die viermal so groß war wie ihre eigene. Die Japaner kämpften mit sechs Bataillonen mit jeweils zwei Infanteriebataillonen und deren Verstärkung. Generalmajor Shigesaburō Miyazaki leitete selbst das Feuer der vier Feldgeschütze aus Lungshang, etwa anderthalb Kilometer nordöstlich von Sangshak.
In der Nacht des 24. März kam es fast ununterbrochen zu Angriffen, die jeweils abgewehrt wurden. Jetzt begannen alle die Auswirkungen des Schlafmangels zu spüren. Munition und Wasser gingen zur Neige. Die Verluste häuften sich und die Rettungswagen waren überladen mit Verwundeten und Sterbenden. Die Ärzte und das Operationsteam mussten ohne Schlaf oder Pause arbeiten, um die hohe Anzahl an Patienten zu bewältigen.
Eine wichtige Entdeckung erfolgte an der Leiche eines toten japanischen Kapitäns, der den vollständigen japanischen Angriffsplan für die Imphal-Offensive bei sich trug. Doch obwohl der Geheimdienstoffizier der Brigade sein Leben riskierte, indem er die Karten zum Hauptquartier zurückbrachte und dann auf das Schlachtfeld zurückkehrte, wurden die wertvollen Informationen über die japanische 15. und 31. Division aufgrund der Verwirrung im Hauptquartier nicht genutzt. Die Karten zeigten, dass die Japaner Sangshak unbedingt einnehmen mussten, um ihre Pläne fortzusetzen. Diese Erkenntnis ließ die Verteidiger noch entschlossener Widerstand leisten.
Nach fünf Tagen ununterbrochener Kämpfe bei Tag und Nacht waren die Bedingungen entsetzlich. Sangshak war isoliert. Die Rationen wurden auf das Nötigste reduziert. Das wenige Wasser, das noch übrig war, wurde an den Feldkrankenwagen für die Verwundeten gegeben. Die Japaner hatten die einzige Versorgungsstraße von Kohima abgeschnitten und der Versuch Nachschub über den Luftweg abzuwerfen war am 23. März fehlgeschlagen.
Am 26. März, als beide Seiten fast völlig erschöpft waren, erfüllte die Ankunft der indischen 5. Division in Imphal die Verzögerungsmission der 50. Brigade. In dieser Nacht wurde ihr befohlen, sich nach Imphal zurückzukämpfen, nachdem sie 40 Offiziere und 585 Mann verloren hatte. Die Japaner hatten etwa 2000 Soldaten, darunter viele Offiziere, verloren.

## Folgen der Schlacht
Durch die dadurch ausgelöste Verzögerung des japanischen Durchmarsches nach Kohima und Dimapur gelang es den Alliierten Nachschub an Waffen, Munition und Soldaten dorthin zu bringen. In der darauffolgenden Schlacht um Kohima gelang es den Japanern nicht, den gesamten Bergrücken zu erobern, und sie wurden schließlich durch britische Gegenangriffe und Mangel an Nahrungsmitteln und Munition zum Rückzug gezwungen.